# حسينلي
حسينلي (بالأذرية: Hüseynli) هي قرية وبلدية في مقاطعة ترتر في أذربيجان. يبلغ سكانها 2,093 نسمة.